# Courmangoux
Courmangoux ist eine französische Gemeinde mit 513 Einwohnern (Stand: 1. Januar 2022) im Département Ain in der Region Auvergne-Rhône-Alpes. Sie gehört zum Kanton Saint-Étienne-du-Bois im Arrondissement Bourg-en-Bresse. Die Einwohner werden Curtimengiens genannt.

## Geografie
Die Gemeinde Courmangoux liegt im Revermont im Osten der Bresse an der Grenze zum Département Jura, etwa 14 Kilometer nordnordöstlich von Bourg-en-Bresse. Die angrenzenden Gemeinden sind Verjon und Salavre im Norden, Bourcia im Nordosten und Osten, Val-Revermont im Süden, Saint-Étienne-du-Bois im Südwesten sowie Villemotier im Westen und Nordwesten.

## Bevölkerungsentwicklung
| Jahr                       | 1962 | 1968 | 1975 | 1982 | 1990 | 1999 | 2006 | 2013 | 2021 |
| Einwohner                  | 395  | 354  | 296  | 310  | 327  | 360  | 461  | 507  | 504  |
| Quellen: Cassini und INSEE |      |      |      |      |      |      |      |      |      |

## Sehenswürdigkeiten
- Kirche Saint-Oyen aus dem 16. Jahrhundert, seit 1941 Monument historique
- Kapelle Saint-Sébastien

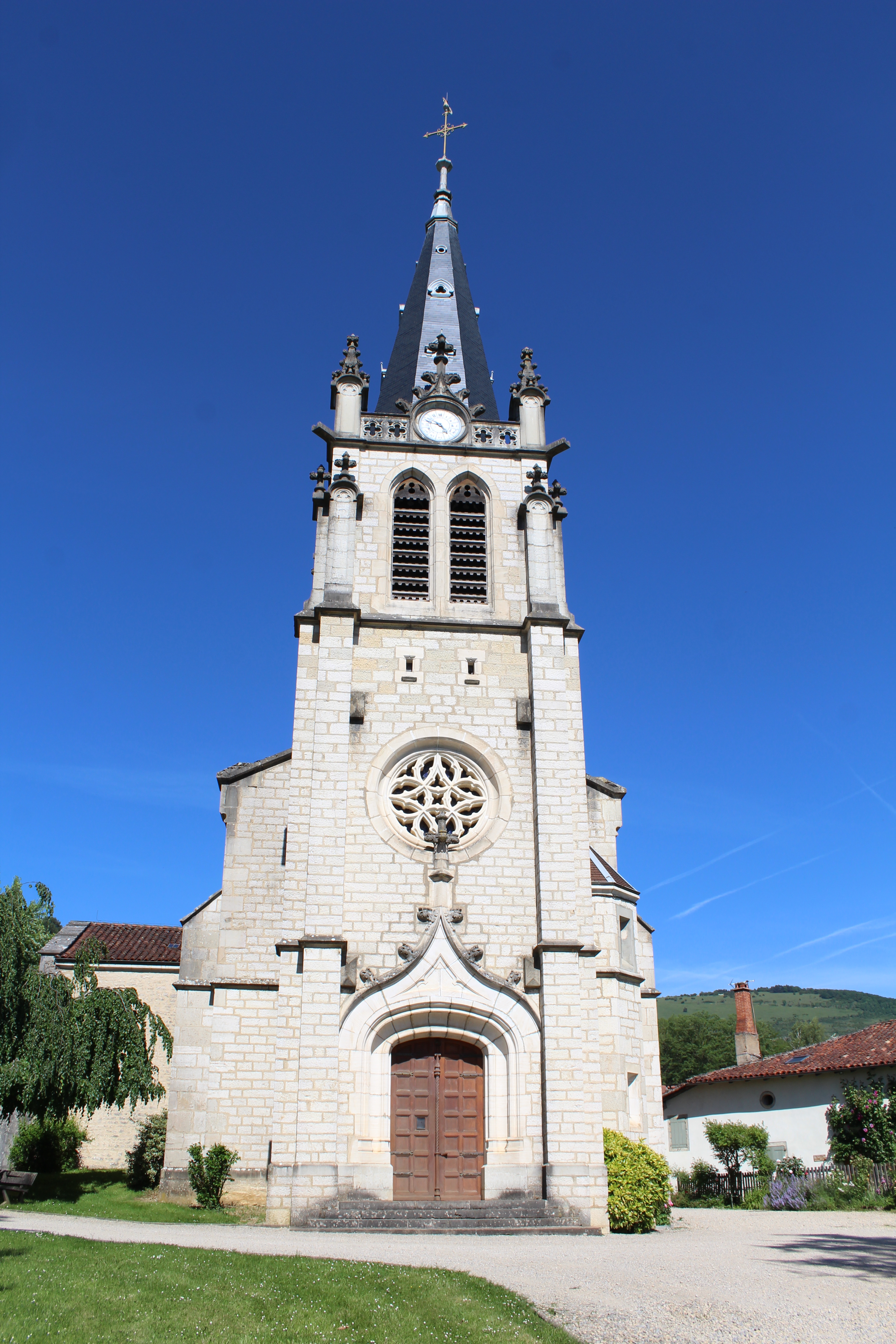
Kirche Saint-Oyen
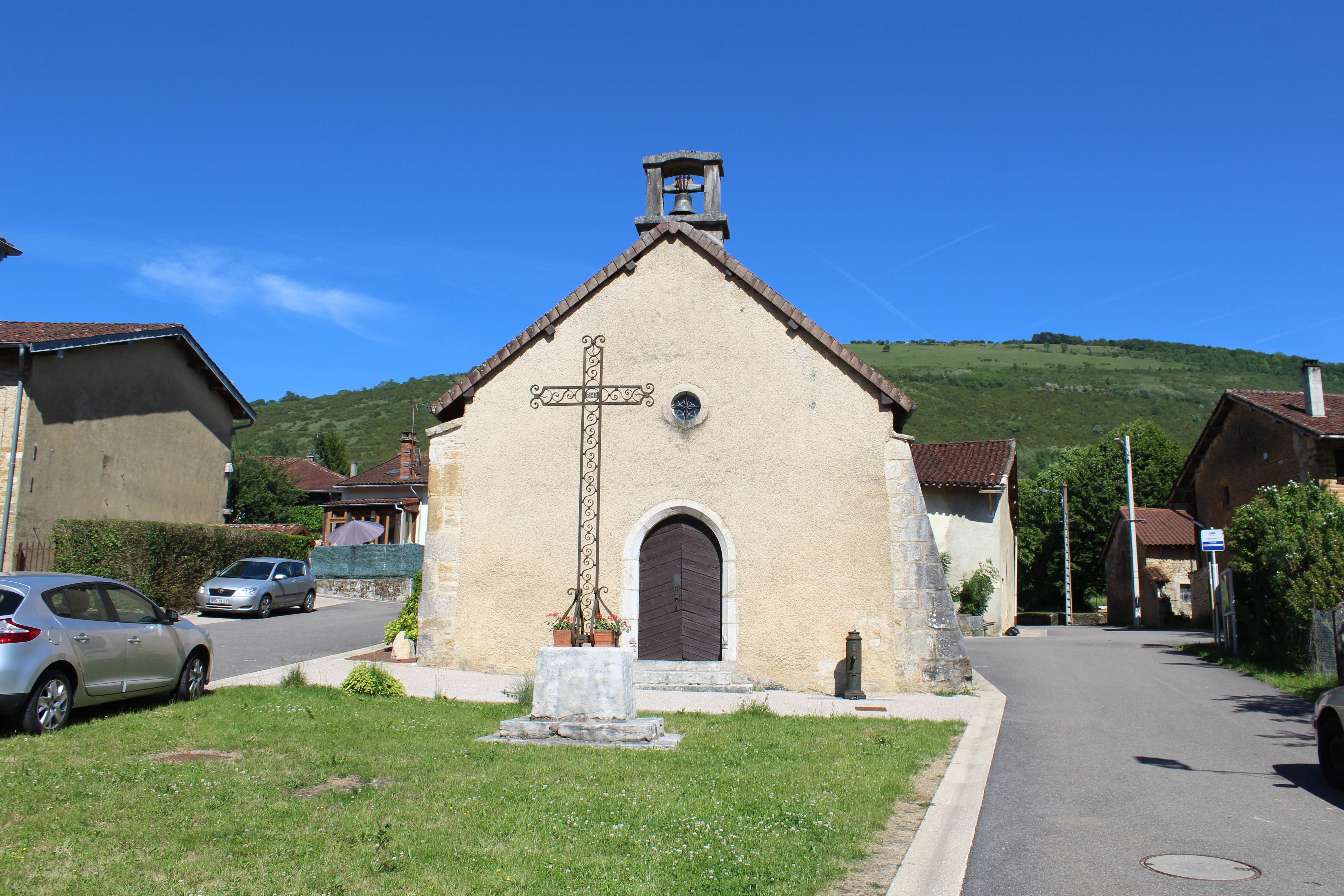
Kapelle Saint-Sébastien
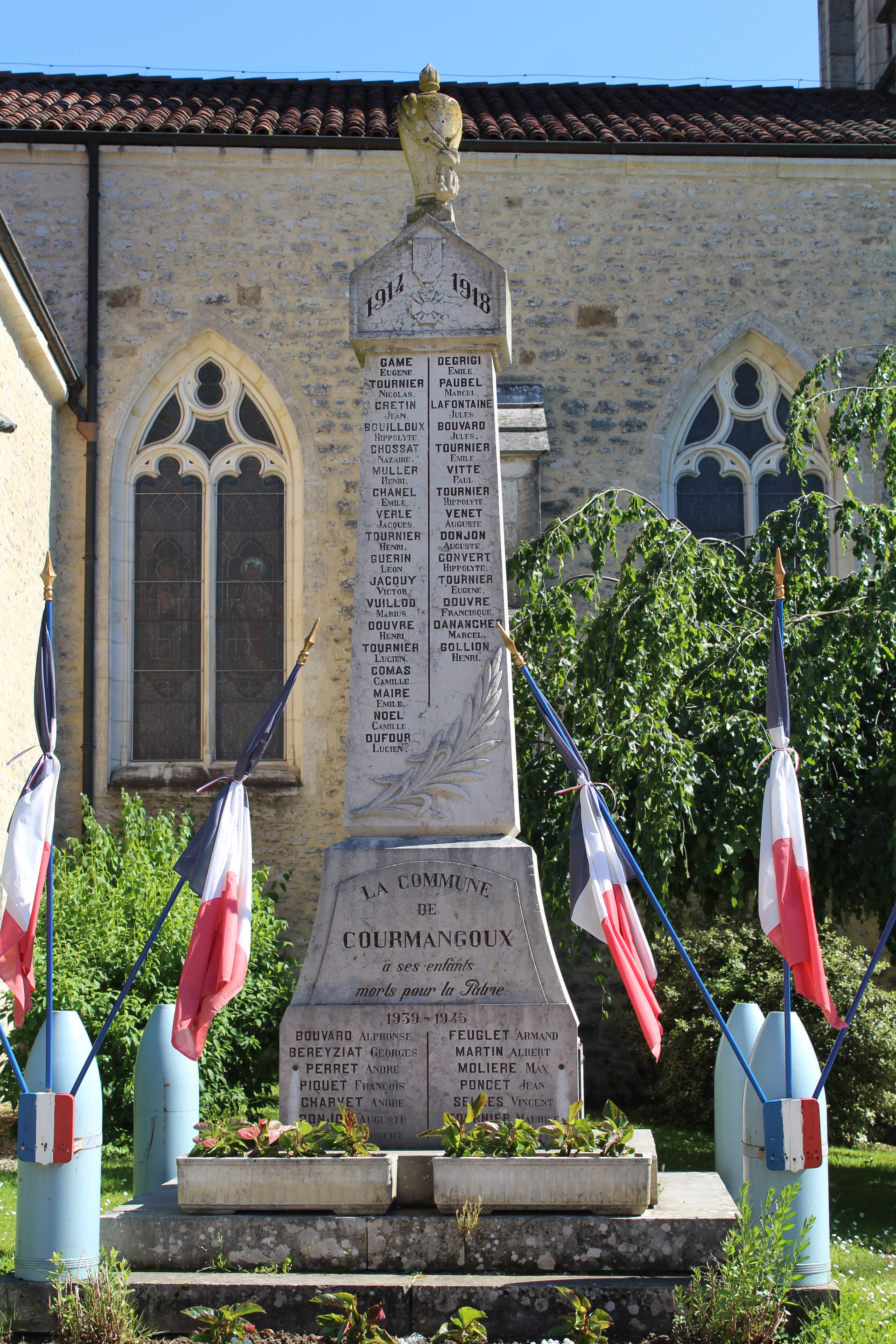
Gefallenendenkmal